# Cô gái đọc thư bên cửa sổ
Cô gái đọc thư bên cửa sổ (tiếng Hà Lan: Brieflezend meisje bij het venster), còn được biết đến với tên gọi khác là Quý cô đọc sách bên cửa sổ là một bức tranh sơn dầu của danh họa người Hà Lan Johannes Vermeer hoàn thành vào khoảng năm 1657–1659. Bức tranh được trưng bày tại Gemäldegalerie ở Dresden, nơi đã trưng bày nó từ năm 1742. Trong nhiều năm, đã sự ghi nhận về bức tranh có hình ảnh một người phụ nữ Hà Lan trẻ tuổi đang đọc một lá thư trước cửa sổ đã bị thất lạc. Sau Chiến tranh thế giới thứ hai, Bức tranh đã thuộc quyền sở hữu của Liên Xô trong một thời gian ngắn. Vào năm 2017, các cuộc kiểm tra cho thấy bức tranh đã bị thay đổi sau cái chết của họa sĩ. Bức tranh đã được tiến hành khôi phục lại bố cục ban đầu từ năm 2018 đến năm 2021 bằng dao mổ và kính hiển vi.
Phiên hạn hiện tại và cũng là phiên bản gốc vốn dĩ được vẽ thêm thần Cupid trong một "bức tranh trong một bức tranh" trên tường. Sau khi được trùng tu, bức tranh được treo tại bảo tàng ở Dresden.

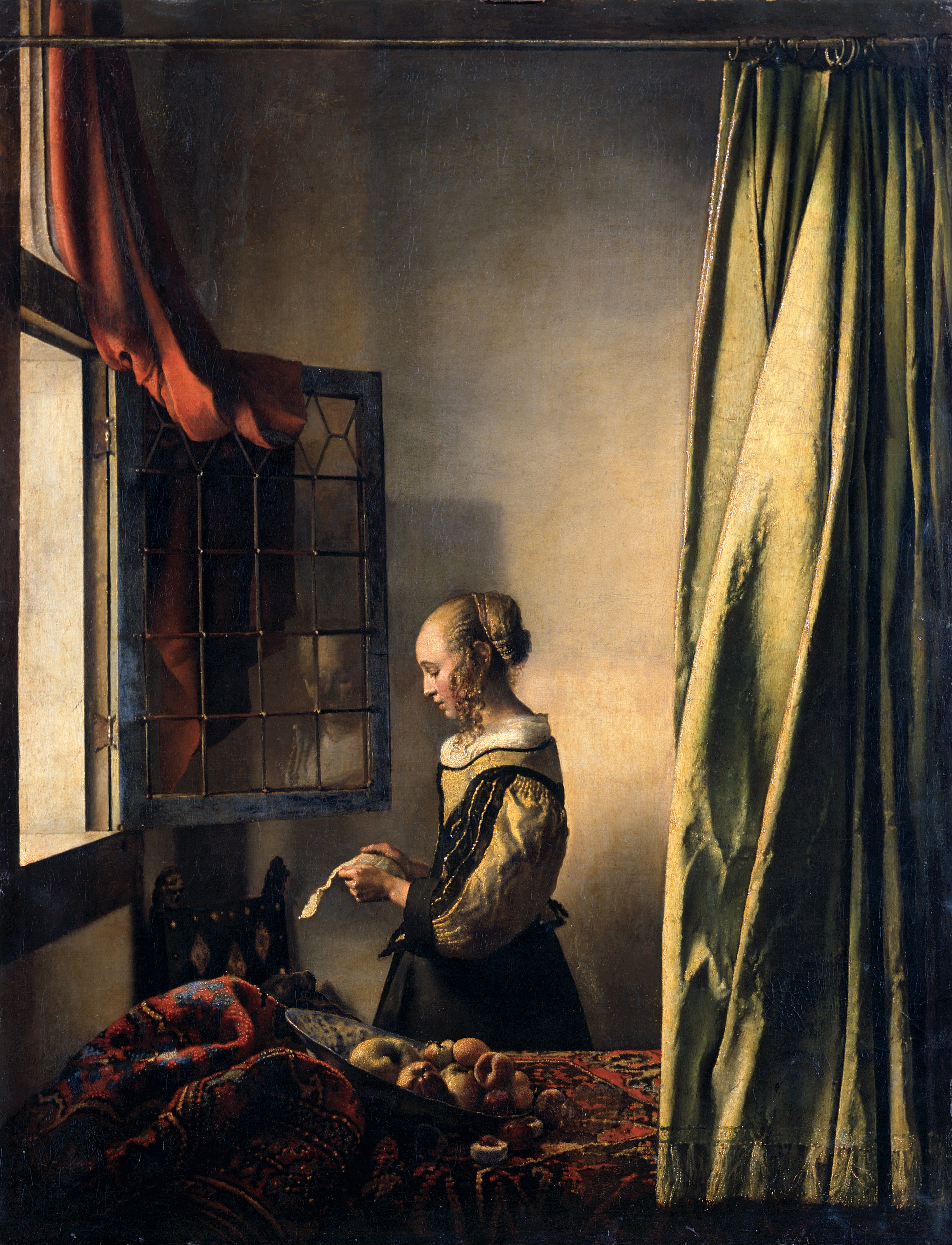
Bức tranh trước khi được trùng tu vào năm 2021